# قمارباز (فیلم ۲۰۱۴)
قمارباز (انگلیسی: The Gambler) فیلمی در ژانر درام جنایی است که در سال ۲۰۱۴ به نمایش درآمد.

## چکیده داستان
جیم بنت که در خانواده ای بسیار ثروتمند به دنیا آمده است و هرگز کمبودی در زندگی نداشته، دانشیار ادبیات معاصر است و بیهوده تلاش می کند تا  فلسفه وجودی را به دانشجویانی درس بدهد که بیشتر نگران نمرات خود به نظر می رسند تا آموختن نکات ریز فرهنگ ادبی. نمایشنامه نویسی که از خود بی خبر است، در سال ۲۰۰۷ یک موفقیت ادبی بدست می آورد که نام آوری و شهرت ویژه ای برایش به ارمغان می آورد.
از آن پس هیچ چیز جز قماربازی که جیم از آن انرژی و سوخت لازم برای پیگیری سبک زندگی خودکشاننده اش را بیرون می کشد، یعنی تنها چیزی که به زندگیش معنا و مفهومی می بخشد، او را به هیجان در نمی آورد. او که مبالغ قابل توجهی بدهکار است، به هیچوجه قصد بازپرداخت بدهی خود به روسای سالنهای زیرزمینی قفقازی، آفریقایی آمریکایی و کره ای، که برخی با او ابراز هم دردی هم می کنند، ندارد. با این حال برخی ار آنها مادر، دوست دخترش، و یکی از دانشجویان دختر او، یعنی تنها دانشجویی را که به نظر می رسد استعداد ادبی ویژه ای از خود نشان می دهد و با کار کردن به عنوان پیشخدمت در قمارخانه مخفی دنیای زیرزمینی، تأمین مالی تحصیلاتش را به دوش گرفته، تهدید می کنند. به موازات آن، رابطه آنها پیچیده تر می شود. دختر بسیار جسورتر از آن چیزی است که جیم در ابتدا تصور می کرده. اما هیچ چیز نمی تواند او را از میزهای قماربازی دور نگه دارد. برای فسخ قراردادهایی که بر عزیزانش سنگینی می کند، اما نه فقط از راه بازپرداخت بدهی هایش، او می پذیرد تا یکی از دانشجویانش را درگیر بازی در یک مسابقه تقلبی بسکتبال کند.

## بازیگران
- مارک والبرگ
- بری لارسون
- جان گودمن
- مایکل کی ویلیامز
- جسیکا لنگ
- سونیا والگر